# Pauline Lafont (actrice)
Pour les articles homonymes, voir Pauline Lafont et Lafont.
Pauline Medveczky, dite Pauline Lafont, est une actrice, mannequin et chanteuse française, née le 6 avril 1963 à Nîmes et morte le 11 août 1988 à Gabriac (Lozère).
Fille de l'actrice Bernadette Lafont, elle entame une carrière prometteuse d'actrice de cinéma, interrompue par sa mort accidentelle au cours d'une randonnée solitaire en 1988.
Déclarée disparue le 11 août 1988, elle est retrouvée morte le 21 novembre. Cette période est marquée par une grande agitation médiatique à propos de son destin, incluant de nombreuses fausses nouvelles.

## Biographie

### Origines familiales et formation
Pauline Aïda Simone Medveczky est la fille cadette du sculpteur hongrois Diourka Medveczky et de l'actrice française Bernadette Lafont. 
Elle a une sœur, Élisabeth, et un frère, David. Peu avant la mort de sa fille, Bernadette Lafont publie le livre Élisabeth, Pauline et David : mes enfants de la balle.

### Débuts
Aux côtés de sa mère, Pauline fait ses premiers pas devant la caméra à l'âge de 12 ans pour le film de Pierre Zucca Vincent mit l'âne dans un pré (et s'en vint dans l'autre) (1975), premier film du réalisateur.
Elle apparaît à l'âge de 16 ans sur la couverture du magazine Lui (décembre 1979, n° 191) aux côtés de sa mère et de sa sœur Élisabeth puis elle pose seule pour le même magazine quelques années plus tard (n° 233, mai 1983).
Ses études[Lesquelles ?] terminées, elle pose pour des photos publicitaires dont l'une annonce « le retour des pin-up ». 
Elle participe aussi à des productions télévisuelles comme l'émission sur le rock Sex Machine ou le téléfilm Un chien écrasé de Daniel Duval.

### Carrière (1983-1988)
En 1983, elle fait une apparition dans le film Vive les femmes !, d'après Jean-Marc Reiser, mis en scène par Claude Confortès — son professeur d'art dramatique avec lequel elle avait créé avec succès la pièce du même nom. 
La même année, elle joue dans Papy fait de la résistance de Jean-Marie Poiré. Dans la foulée, elle est dans Ballade sanglante, un court métrage de Sylvain Madigan (qu'elle retrouvera en 1987 pour Sale destin dans lequel elle interprète une péripatéticienne bavarde), et part au Canada pour jouer dans Un printemps sous la neige, aux côtés de Liv Ullmann et de Stéphane Audran. 
Celle-ci la recommande à Claude Chabrol pour son film Poulet au vinaigre (1984) où elle se révèle au grand public dans le rôle d'une postière délurée qui lance sa carrière avec ses rôles dans Le Pactole de Jean-Pierre Mocky, L'Amour braque d'Andrzej Żuławski et La Galette du roi (1985). Elle enchaîne avec un film de Gérard Krawczyk Je hais les acteurs, adapté d'un roman du scénariste célèbre Ben Hecht.
En 1986, elle apparaît dans la série télévisée française Le Petit Docteur, diffusée sur FR3.
En 1987, elle joue son rôle le plus important au cinéma dans le film L'Été en pente douce de Gérard Krawczyk . Elle apparaît alors comme le nouveau sex-symbol du cinéma français et la presse la compare[réf. nécessaire] à Marilyn Monroe. Elle surprend encore, dans un registre noir, dans le rôle d'une désespérée dans Deux Minutes de soleil en plus de Gérard Vergez, son dernier film.

### Vie privée
De 1985 à son décès, elle est en couple avec le musicien Jacno,.

### Disparition suspecte et décès
En août 1988, elle est en vacances avec son frère David et sa mère Bernadette, dans la maison familiale de La Serre du Pomaret, ancienne magnanerie, située dans la commune de Saint-André-de-Valborgne (Gard), limitrophe de la Lozère. 
Le 11 août, elle part seule pour une randonnée pédestre, sa famille pense qu'elle reviendra le jour même, étant attendue dans un festival en Suisse où elle doit recevoir un prix. 
Sa mère donne l'alerte en fin d'après-midi. Pendant deux jours, vingt gendarmes et quarante pompiers, assistés d'un hélicoptère explorent en vain les alentours, dont le relief est très vallonné. Les recherches font ensuite intervenir l'armée[réf. nécessaire], tandis que la police auditionne une centaine de personnes. Le 16 août, son frère dépose une plainte contre X pour « arrestation arbitraire et séquestration ». 
Le 21 novembre 1988, plus de trois mois après sa disparition, son corps, presque réduit à l'état de squelette, est retrouvé par un berger au fond d'un ravin près du hameau de l'Adrech dans la commune de Gabriac, limitrophe au nord de Saint-André-de-Valborgne. Pauline Lafont est identifiée grâce à sa bague et à sa denture. L'autopsie établit qu'elle a fait une chute de dix mètres et qu'elle est morte sur le coup.

#### L'agitation médiatique
Entre le moment de sa disparition et la découverte de son corps, de nombreux témoins affirment l'avoir vue et différentes rumeurs circulent (retraite en couvent, fugue en Chine, entrée dans une secte, suicide consécutif à une dépression à la suite d'une rupture amoureuse et d'une cure d'amaigrissement). 
La presse profite de cette disparition pour scruter sa vie privée. 
Le 2 septembre 1988, Guillaume Durand affirme en direct lors du journal de 20 h de La Cinq qu'il a « des assurances selon lesquelles Pauline Lafont est vivante », après avoir reçu des informations d'un interlocuteur anonyme selon lesquelles « Pauline désirait prendre du recul [et qu']elle sortira[it] de sa cachette dans quelques semaines ». Il s'excusera ensuite à plusieurs reprises pour cette déclaration auprès de Bernadette Lafont.

#### Funérailles
Pauline Lafont est inhumée près de la maison familiale à Saint-André-de-Valborgne.

## Filmographie
Sauf indication contraire, les informations mentionnées dans cette section peuvent être confirmées par les bases de données cinématographiques IMDb, Allociné et Unifrance,  présentes dans la section « Liens externes ».

### Cinéma
- 1976 : Vincent mit l'âne dans un pré (et s'en vint dans l'autre), de Pierre Zucca : une petite fille
- 1983 : Ballade sanglante (court métrage), de Sylvain Madigan
- 1983 : Les Planqués du régiment, de Michel Caputo : Christiane, l'infirmière
- 1983 : Papy fait de la résistance, de Jean-Marie Poiré : Colette Bourdelle
- 1983 : Vive les femmes !, de Claude Confortès : Pauline
- 1984 : Un printemps sous la neige (The Bay Boy), de Daniel Petrie
- 1984 : Le Thé à la menthe, d'Abdelkrim Bahloul
- 1985 : L'Amour braque, d'Andrzej Żuławski : Martine
- 1985 : Poulet au vinaigre, de Claude Chabrol : Henriette
- 1985 : Le Pactole, de Jean-Pierre Mocky : Anne Beaulieu
- 1986 : Made in Belgique (court métrage), d'Antoine Desrosières
- 1986 : La Galette du roi, de Jean-Michel Ribes : Maria-Helena
- 1986 : Je hais les acteurs, de Gérard Krawczyk : Elvina
- 1987 : Jing du qiu xia - Une histoire extraordinaire de football, de Hong Xie
- 1987 : Sale Temps (court métrage), d'Alain Pigeaux
- 1987 : Sale Destin, de Sylvain Madigan : Rachel
- 1987 : L'Été en pente douce, de Gérard Krawczyk : Lilas
- 1987 : Soigne ta droite, de Jean-Luc Godard : la golfeuse
- 1988 : Deux minutes de soleil en plus, de Gérard Vergez : Cat

### Télévision
- 1982 : Merci Bernard (série humoristique)
- 1982 à 1985 : Sex Machine (générique de l'émission)
- 1984 : Dernier Banco (téléfilm), de Claude de Givray : Madeleine
- 1984 : Série noire (série télévisée), épisode Un chien écrasé, de Daniel Duval
- 1986 : Le Petit Docteur (série télévisée) : Anna
- 1988 : Sueurs froides (série télévisée), épisode Coup de pouce, de Josée Dayan : Caroline

## Théâtre
Sauf indication contraire ou complémentaire, les informations mentionnées dans cette section peuvent être confirmées par la base de données Les Archives du spectacle.
- 1982 : Vive les femmes ! de Jean-Marc Reiser, mise en scène Claude Confortès, Théâtre de la Gaîté-Montparnasse
  - 1983 : reprise, Théâtre Fontaine

## Discographie
Pauline Lafont a sorti deux maxi singles :
- 1986 : M'oublie pas - paroles d'Étienne Daho, musique de Jacno - L.J. Records (face B : Oh La La - paroles d'Elli Medeiros, musique de Jacno)[15]
- 1988 : Privée d'épices - paroles et musique de Jean-Paul Blanc et David Lafont - Barclay (face B : version « play-back »)[16]